# ATB – Verband für Sport, Freizeit und Verkehr

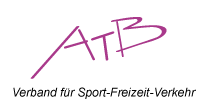
Logo des ATB

Der ATB – Verband für Sport, Freizeit und Verkehr war ein Schweizer Sportverband für die Sportarten Einrad (Indoor, Outdoor, Hockey und Basketball), Kunstradfahren und Radball. Der ATB war der Swiss Olympic Association angeschlossen. Der Sitz des Verbands war in Bern.

## Geschichte
Der ATB wurde 1916 gegründet, als Schweizer Sektionen des deutschen Arbeiter-Radfahrer-Bundes „Solidarität“ sich zum Arbeiter-Radfahrer-Bund der Schweiz „Solidarität“ zusammenschlossen. Mit der Motorisierung öffnete man sich Kraftfahrzeugfahrern und nahm den Namen Arbeiter-Touring Bund der Schweiz „Solidarität“ (ATB) an. In den 1930er-Jahren zählte der Verband 30'000 Mitglieder, die bis 1962 entweder einer linken Partei oder einer Gewerkschaft des Schweizerischen Gewerkschaftsbunds angehören mussten.
Der sportliche Schwerpunkt des Verbands lag auf Hallensportarten (Radball, Kunstradfahren) und auf der Organisation von Tourenfahrten. Die Teilnahme an als bürgerlich empfundenen Einzelwettkämpfen war unerwünscht, bis 1962 war die Teilnahme an einem Radrennen ein zwingender Ausschlussgrund. Politisch vertrat der Verband Radfahrerinteressen gegenüber den Behörden.
1995 wurde der ATB in einen modernen Sportverband umgewandelt.
Am 27. Oktober 2018 ging der ATB in den neu gegründeten Verband Swiss Indoor- & Unicycling über und existiert in seiner bisherigen Form nicht mehr.

## Tätigkeit
In seinen Kernsportarten organisiert der ATB in Zusammenarbeit mit dem SESV Einradwettbewerbe sowie in Zusammenarbeit mit Swiss Cycling die Schweizer Radballmeisterschaften und Wettbewerbe im Kunstradfahren.

## Organisation
Der Verband zählte bei seiner Auflösung noch 81 Sektionen (wobei es früher mehr waren), die in vier Regionalverbänden organisiert waren. Insgesamt besass der Verband etwa 4500 Mitglieder. Dass der Arbeitersport und damit auch der ATB früher viel bedeutender war, lässt sich gut am Beispiel von Winterthur zeigen: Früher existierten sieben Sektionen des ATB in Winterthur, nach der Fusion des ATB Winterthur 2012 zum Radballclub Winterthur blieb mit dem ATB Wülflingen nur noch eine Sektion übrig auf Stadtgebiet, die bis zu dessen Ende Mitglied des Verbands war.
Das Vereinsorgan des ATB hiess Der Arbeiter-Radfahrer. Es erschien 1916 bis 1932 zweimal im Monat, gefolgt von den Titeln Arbeiter-Touring (1933–1984), Sport + Verkehr (1985–2000) und schliesslich ATB-Info. Ab Nummer 5 des Jahres 2000 bis Ende 2012 erschien die Zeitschrift alle zwei Monate, 2013 bis 2015 fünfmal jährlich und von 2017 bis zum Ende des Erscheinens mit Nummer 1 vom April 2019 noch vierteljährlich.